# Trần Văn Đang
Trần Văn Đang (1942-1965), quê quán ở xã Long Phước, huyện Long Hồ tỉnh Vĩnh Long. Ông là liệt sĩ, Anh hùng lực lượng vũ trang cách mạng Việt Nam. Ông là chiến sĩ hoạt động trong đội biệt động Sài Gòn với bí danh là Sang.

## Tiểu sử
Trần Văn Đang, bí danh là Sang, sinh năm 1942, ở xã Long Hồ – Châu Thành – Vĩnh Long, nay là xã Long Phước - huyện Long Hồ – tỉnh Vĩnh Long. 
Trần Văn Đang xuất thân từ một gia đình nghèo khổ, mồ côi cha từ nhỏ.
Lớn lên, ông lên Sài Gòn theo người chú kiếm sống qua ngày (Chú ruột ông là một đảng viên cộng sản hoạt động bí mật ở nội thành đã hướng dẫn Ông đi làm cách mạng và cũng chính ông đã đưa Trần Văn Đang vào lực lượng vũ trang nội thành của đội biệt động Sài Gòn).
Ông làm nhiều nghề như phụ xe, thợ điện, sửa điện dạo và sạc bình ắc quy.
Tháng 3 năm 1964 ông tham gia lực lượng vũ trang nội thành của đội biệt động Sài Gòn
Qua một thời gian thử thách, học tập chính trị và quân sự tại căn cứ đội ở Củ Chi, Trần Văn Đang được cấp trên giao nhiều nhiệm vụ quan trọng.
Vào ngày 20 tháng 3 năm 1965, trong lúc đang thi hành nhiệm vụ đánh bom liều chết Câu lạc bộ sĩ quan Mỹ ở số 3 đường Võ Tánh, quận Tân Bình – Sài Gòn. Ông bị bắt.
Vào ngày 9 tháng 4 năm 1965, trong một phiên tòa đặc biệt, Trần Văn Đang bị kết án tử hình.
Ngày 22 tháng 6 năm 1965, Trần Văn Đang bị đem ra xử bắn, lúc đó ông 23 tuổi.
Chủ tịch Hồ Chí Minh trong thư gởi thế hệ trẻ cả nước tháng 10/1966 đã động viên thanh niên cả nước học tập gương anh hùng liệt sĩ Nguyễn Văn Trỗi và Trần Văn Đang.

## Khen Thưởng
Ngày 6 tháng 11 năm 1978, Quốc hội nước Cộng hòa Xã hội Chủ nghĩa Việt Nam đã tuyên dương danh hiệu Anh hùng Lực lượng Vũ trang cho liệt sĩ Trần Văn Đang.
Ông được truy tặng Huân chương Chiến công hạng I.
Hiện nay ở Tp Hồ Chí minh và Tp Đà Nẵng đều có con đường mang tên Trần Văn Đang